# Westerland (Schiff, 1971)
Die Westerland ist eine RoPax-Fähre der Bligh Water Shipping Ltd., die seit Februar 2007 zwischen den Fidschi-Inseln Viti Levu und Vanua Levu verkehrt. Zuvor war das Schiff von 1971 bis 2005 überwiegend auf der Rømø-Sylt-Linie eingesetzt.

## Geschichte
Der Neubau wurde am 12. März 1970 bei der Husumer Schiffswerft auf Kiel gelegt (Baunummer 1297) und lief am 12. Dezember 1970 als Westerland vom Stapel. Nach einjähriger Bauzeit wurde die Fähre am 18. März 1971 an die Kopenhagener Reederei Lindinger A/S abgeliefert und anschließend auf der Route Havneby ↔ List eingesetzt.
Nach mehreren Umstrukturierungen musste die Reederei Lindinger im April 1979 Insolvenz anmelden. Die Westerland wurde an die Flensburger Förde Reederei (heute Förde Reederei Seetouristik – FRS) verkauft und als Ersatzfähre aufgelegt. Im Januar 1983 kaufte die Reederei E.H. Rasmussen das Schiff und setzte es bis 1990 für Butterfahrten zwischen Kappeln und Sønderborg ein. In dieser Zeit war auf dem Autodeck ein Duty-free-shop eingerichtet.
Ab dem 14. Dezember 1990 war die Westerland wieder für die Förde Reederei registriert. Nach einem Umbau auf der Husumer Schiffswerft pendelte sie ab Mai 1991 wieder als Autofähre zwischen Havneby und List auf Sylt. Am 12. Juli 2005 wurde auf der Route die Doppelendfähre SyltExpress in Dienst gestellt und die Westerland in Havneby aufgelegt.
Am 20. Oktober 2006 wurde die Westerland an die Bligh Water Shipping Ltd. nach Fidschi verkauft und danach auf der Husumer Schiffswerft für die Überfahrt hochseefähig umgebaut. Nach einer Reise über die Kapverdischen Inseln, den Panamakanal und Tahiti traf das Schiff am 23. Januar 2007 auf den Fidschi-Inseln ein. Dort wird die Fähre seit Februar 2007 zwischen den beiden größten Inseln Viti Levu und Vanua Levu eingesetzt, den Namen Westerland hat die Fähre behalten. Im April 2008 trieb die Westerland in einem Sturm auf ein Riff, überstand diesen Unfall aber ohne größere Schäden.
Seit dem Jahr 2021 ist die Westerland nicht mehr im Fährdienst und liegt in Suva vor Anker.